# 柬埔寨民族

1972年的柬埔寨民族分布。

柬埔寨民族的構成如次：约90%为高棉族（中央高棉人、下高棉人、北高棉人和高地高棉人），柬埔寨华人占1%，其他民族包括占族人、越南人、泰傣民族、高地少数民族和新移民共占9%，2010年11月26日，政府追加认定了3个民族。
歷史上，高棉族居住於湄公河下游的一個起於位於現代寮國、泰國與柬埔寨交界處的呵叻高原南部的連續山弧、由西南經過洞里薩湖一帶直至豆蔻山脈，之後又再次向東南延伸至越南東南部湄公河河口所圍起的區域；此外，在柬埔寨，不屬於政治與社會上佔優勢的高棉族的民族，又被分成「原住民少數民族」與「非原住民少數民族」兩大類，其中又被合稱為高地高棉人的原住民少數民族是臘塔納基里省、蒙多基里省和上丁省等山區偏遠省分的主要民族，同時在桔井省也有相當數量的高地高棉人人口。
柬埔寨大約有17至21個民族，其中多數使用某種與高棉語相關的南亞語系語言，且被劃為高地高棉人的一支，而高地高棉人包括了歸人和淡普安人等。高地高棉人柬埔寨當局認為是原住民；除此之外，埃地族和嘉萊族這兩個使用南島語系占語族語言、源自古代占族人的民族也被劃為高地高棉人。這些原住民少數民族並未完全整合入高棉文化中，並保有傳統的泛靈信仰。
非原住民少數民族包括了移民及其後代，他們與高棉族混居，且至少在名目上已接納了高棉人的語言和文化，而其中三個最常被提及的非原住民少數民族包括了柬埔寨华人、占族人跟越南人。柬埔寨华人是柬埔寨歷史上各時期來自中國不同地區的移民的總稱，他們已融入柬埔寨社會，且柬埔寨华人與高棉人和華人混血的後代主掌著柬埔寨的政治、商業與媒體等行業。占族人是占婆多次戰爭的難民的後代，他們居於中央平原，與高棉族混居，但與信仰上座部佛教的高棉族不同，多數的占族人都信伊斯蘭教。
除此之外，柬埔寨尚有其他的少數民族，其中住在柬埔寨的泰傣民族包括了住在東北邊界湄公河沿岸的寮族、住在都市和鄉下地區的暹羅泰族以及文化上近於緬甸人、對拜林省文化有影響的姑刺人等；除此之外，還有更少量的、住在寮國邊界一帶的近代苗族蒙人移民和移民至首都金邊的、源自多個民族的緬甸人等等。